# Национальный деятель искусств Малайзии
Национальный деятель искусств Малайзии (малайск. Seniman Negara) — высшее звание, присваиваемое деятелям искусства Малайзии с 1993 года с вручением Государственной премии в области искусства (малайск.  Anugerah Seni Negara).
Государственная премия в области искусства присуждается Министерством культуры, искусства и наследия Малайзии и вручается Верховным правителем страны. Награждённые получают почётный диплом, традиционный малайский костюм, денежный приз в сумме 30 000 малайзийских ринггитов и различные льготы, в том числе бесплатное медицинское обслуживание в палате первого класса государственных больниц. C 2003 года наряду с основными, присуждаются также малые премии за отдельные достижения, а с 2006 — премии подающим надежды деятелям искусств в размере 10 тыс. ринггитов.

## Лауреаты премии
- Хамза Аванг Амат — деятель теневого театра ваянг (1993)
- Саид Ахмад Джамал — художник (1995)
- Ван Су Осман — резчик по дереву (1997)
- Хатиджа Аванг — примадонна мак йонга (1999)
- Саид Алви Саид Хассан — театральный деятель (2002)
- Абдул Рахман Абу Бакар — актёр и постановщик малайской оперы бангсаван (2004)
- Ахмад Наваб — композитор (2006)[4]
- Джинс Шамсуддин — киноактёр и кинорежиссёр (2009)[5]